# 유수구 전투
유수구 전투(濡須口之戰)는 기원후 213년 후한말의 군벌 조조와 손권이 양주 유수구에서 맞붙은 싸움이다. 적벽 대전의 패배 이후 양자강 이남에 대한 제어권을 상실한 조조가 재차 강남 진출을 목적으로 벌인 대규모 원정이었으나 손권은 이를 막아내는 데 성공한다.